# Adele (cantante)
Adele Laurie Blue Adkins, conosciuta semplicemente come Adele (AFI: [əˈdɛl]; Londra, 5 maggio 1988), è una cantautrice britannica.
Ritenuta una delle esponenti della nuova generazione del soul bianco insieme a Duffy e alla scomparsa Amy Winehouse, ha esordito nel 2008 con l'album 19, il quale ha ricevuto una buona accoglienza da parte dei critici musicali ed è arrivato alla prima posizione della classifica britannica e olandese. Il successivo 21, uscito nel 2011, ha bissato il successo del precedente, venendo accolto positivamente dalla critica e raggiungendo la prima posizione in 25 paesi. Il terzo album 25 (2015) ha permesso ad Adele di divenire la prima artista a vendere oltre tre milioni di copie in una settimana nei soli Stati Uniti d'America. Adele è tra gli artisti musicali di maggior successo discografico, con circa 120 milioni di dischi venduti in tutto il mondo.
Alla cerimonia dei Premi Oscar 2013 si è aggiudicata la statuetta per la migliore canzone con Skyfall, tratta dall'omonimo film. Per i successi ottenuti in carriera, nello stesso anno è stata insignita dell'onorificenza di Membro dell'Ordine dell'Impero Britannico.
Possiede un timbro da mezzosoprano drammatico.

## Biografia

### Primi anni
Adele è nata nel quartiere Tottenham di North London da Penny Adkins e Mark Evans (1962-2021). La madre, che era una studentessa diciottenne al momento della nascita di Adele, si separò dal compagno due anni dopo, e da quel momento si occupò da sola della figlia, con la quale si trasferì prima a Brighton e poi a Brixton.
I rapporti di Adele con il padre, poco frequenti sin dalla separazione dei due genitori, si incrinarono ulteriormente quando, nel 1999, l'uomo divenne dipendente dall'alcol; i due si sarebbero poi riavvicinati solamente dopo il raggiungimento della fama da parte della cantante.

### Gli esordi

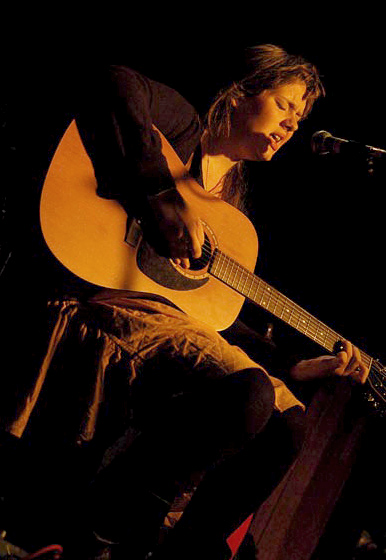
Adele durante un concerto nel 2007

Il suo interesse per la musica ha iniziato a svilupparsi durante l'infanzia, grazie all'ascolto di gruppi come le Spice Girls e le Destiny's Child. All'età di tredici anni si è appassionata alla musica soul e ad artisti come Ella Fitzgerald e Etta James. Un anno più tardi si è iscritta alla BRIT School di Croydon, una nota scuola di musica, frequentata negli stessi anni da Jessie J, altra futura cantante inglese.
Nel 2006 Adele si è diplomata e ha cominciato a inseguire il suo sogno di diventare cantante registrando e caricando sul suo Myspace alcuni brani. In questo modo ha attirato l'attenzione del pubblico ed è stata invitata a diversi show televisivi britannici, guadagnando in poco tempo una grande notorietà. Ha così firmato un contratto con l'etichetta discografica XL Recordings.

### Il successo di19(2008-2010)
Nel 2007 è stato pubblicato il suo primo singolo, Hometown Glory, distribuito solo in alcune copie in formato vinile, mentre nel gennaio 2008 è stato pubblicato il secondo, Chasing Pavements, che ha riscosso un buon successo in tutta Europa e negli Stati Uniti d'America, raggiungendo la prima posizione in classifica in Norvegia e la seconda nel Regno Unito. Il singolo è stato seguito il mese successivo dal disco di esordio 19, titolo che riporta la sua età al momento della composizione del disco. L'album, registrato con la collaborazione del produttore Mark Ronson (lo stesso di Back to Black di Amy Winehouse) è un concentrato di romantiche canzoni pop soul che parlano di amore, delusioni, amicizia e di tutte le altre emozioni che agitano l'animo di una ragazza tra i 18 e i 19 anni.
Ha riscosso un ottimo consenso commerciale, con oltre 6 500 000 copie vendute, raggiungendo buone posizioni nelle classifiche di numerosi stati e il primo posto in Regno Unito e Paesi Bassi. Ciò ha permesso alla cantante di vincere il Premio della critica ai BRIT Awards 2008, e nel 2009 il Grammy Award al miglior artista esordiente. Dal disco sono stati estratti come singoli anche i brani Cold Shoulder e la propria reinterpretazione del brano di Bob Dylan Make You Feel My Love.

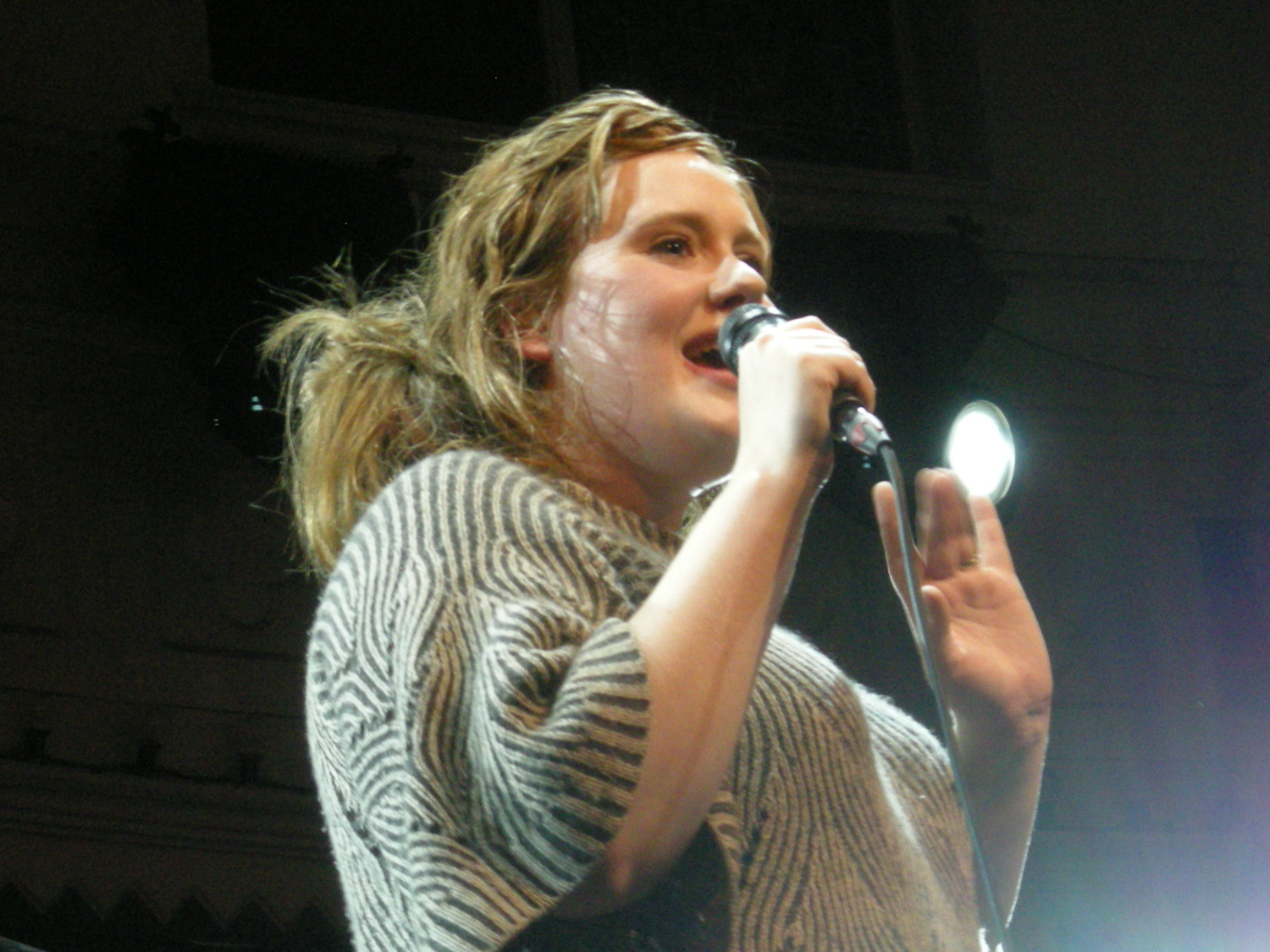
Adele in concerto ad Amsterdam nel 2008

Questi tre singoli hanno comunque avuto un minor seguito rispetto a Chasing Pavements, raggiungendo posizioni più basse nelle classifiche. Il 10 maggio 2011 si diffuse la notizia secondo cui l'ex fidanzato di Adele fosse intenzionato a intentare causa contro la cantante per ottenere una parte dei proventi relativi ai diritti delle canzoni di 19 ispirate alla loro storia d'amore, sostenendo che la sofferenza da lui causata ad Adele è stata alla base della scrittura dei brani.

### L'affermazione con21(2010-2012)
La cantante è tornata in sala di registrazione nel corso del 2010 per lavorare al suo secondo album di inediti. Nel novembre dello stesso anno è stato presentato il singolo Rolling in the Deep, primo brano trascritto dal secondo lavoro della cantante, la cui pubblicazione è avvenuta nel gennaio 2011 con il titolo 21, riprendendo in tal modo l'idea sfruttata con la prima opera della cantante di utilizzare come titolo l'età al momento della composizione del disco. Il singolo ha ottenuto un grande successo a livello europeo, raggiungendo la vetta di diverse classifiche; per la prima volta Adele si impone anche nella Billboard Hot 100 statunitense, mantenendo la prima posizione per sette settimane. Anche 21 si è rivelato un successo commerciale e di critica, vendendo oltre quattro milioni di copie solo nel Regno Unito e riportando ai vertici della classifica degli album anche il suo precedente disco, 19. Questo apprezzamento è dovuto anche al successo ottenuto in patria dal secondo singolo Someone like You, che ha raggiunto la vetta della classifica dei singoli, venendo certificato doppio disco di platino e diventando il primo singolo del decennio a superare il milione di copie vendute nel paese.

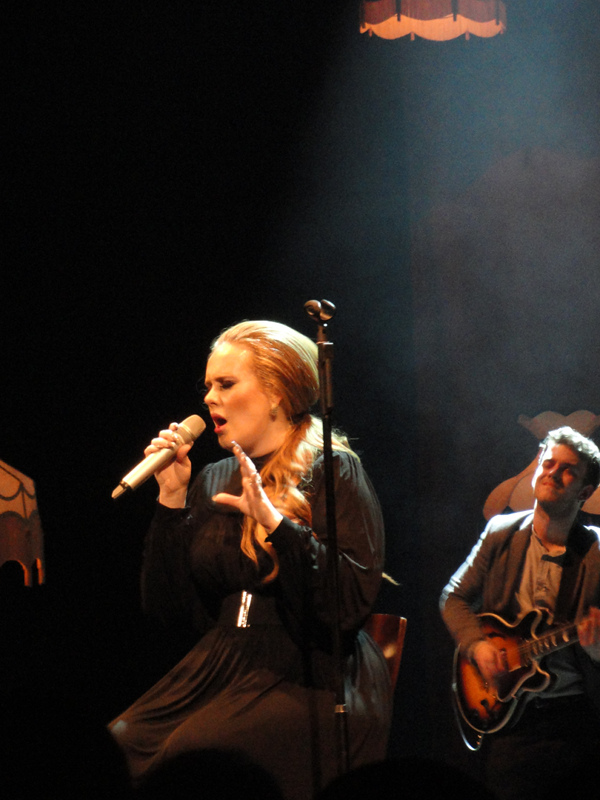
Adele in concerto a Seattle nel 2011

In settembre Someone Like You raggiunge la vetta anche della Billboard Hot 100 diventando il secondo singolo della cantante in prima posizione negli Stati Uniti d'America. Il brano arriva anche in cima alle classifiche di diversi mercati europei. Nel frattempo, 21 riesce a raggiungere la vetta della Billboard 200, mantenendola per 24 settimane non consecutive. Il suo successo nel paese è stato tale da fargli avere la certificazione di 14 dischi di platino per aver venduto 14 milioni di copie solamente in tale mercato. Nelle classifiche di fine anno, Rolling in the Deep è risultata una delle canzoni più vendute dell'anno a livello mondiale con 8 200 000 copie secondo i dati forniti dall'IFPI, così come negli Stati Uniti d'America, con quasi 6 milioni di copie mentre l'album 21 ha superato entro la fine dell'anno i quindici milioni venduti, risultando anch'esso il più venduto dell'anno; inoltre 21 risulta essere il quarto album più venduto di sempre nel Regno Unito. Secondo dati ufficiali, risulta che nel 2011 una persona ogni 7 secondi ha comprato il secondo album di Adele.
Nel 2011 ha ottenuto sei candidature per gli annuali MTV Video Music Awards diventando, insieme a Kanye West, la seconda artista ad averne ricevute di più in questa edizione, dietro a Katy Perry che ne ha ricevute nove. Sulle sei candidature, Adele riesce a vincerne tre, seppur minori, per miglior montaggio, miglior cinematografia e miglior direzione artistica, tutti per Rolling in the Deep. Nella circostanza della cerimonia di premiazione si è esibita sulle note di Someone Like You. Alcuni mesi più tardi, la cantante è costretta a cancellare tutte le restanti date del tour promozionale di 21 in Nord America e Regno Unito per via di un'emorragia alle corde vocali, che la costringe a sottoporsi a un intervento chirurgico. L'impetuoso successo ottenuto da 21 ha fatto sì che Billboard premiasse Adele con il titolo di artista migliore dell'anno, mentre la rivista statunitense Time l'ha elogiata come una delle donne più influenti del mondo.
Il 12 febbraio 2012, alla cerimonia di consegna dei Grammy Award, si aggiudica ben sei statuette: registrazione, canzone dell'anno e miglior videoclip per Rolling in the Deep, album dell'anno e miglior album pop vocale per 21 e miglior interpretazione pop solista per Someone like You. In tal modo, insieme a Beyoncé ha stabilito il record per il maggior numero di statuette vinte in una sola serata da un'artista femminile. Il 21 febbraio, in occasione dei BRIT Awards 2012, la cantante vince i premi come cantante femminile britannica e album britannico dell'anno con 21. Nel corso dell'anno, 21 supera la soglia delle 25 000 000 di copie vendute nel mondo.
Nel giugno 2012 annuncia di aspettare un figlio dal compagno Simon Konecki, dato alla luce nell'ottobre seguente. La coppia si è in seguito sposata nel 2016, per poi separarsi tre anni dopo.

### Skyfalle l'Oscar (2012-2014)

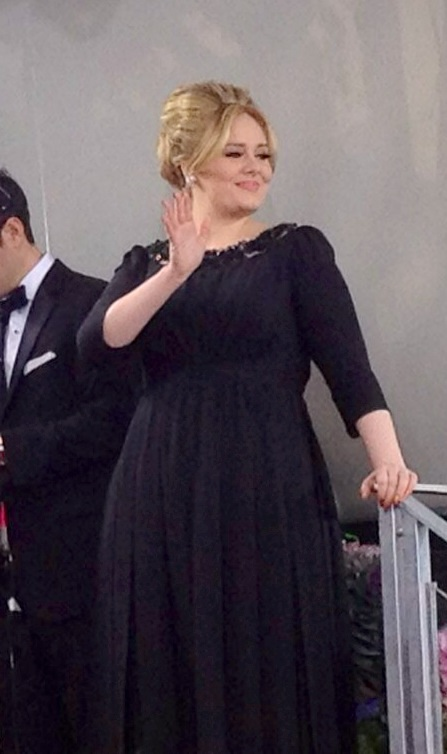
Adele ai Golden Globe 2013

Nell'ottobre 2012 Adele viene scelta per interpretare Skyfall, tema musicale dell'omonimo film, 23º capitolo della serie cinematografica di James Bond. Il brano, scritto dalla stessa Adele assieme a Paul Epworth, raggiunge la vetta delle classifiche in numerosi Paesi, e ottiene prestigiosi riconoscimenti internazionali, tra cui, all'inizio del 2013, il Golden Globe per la migliore canzone originale e un BRIT Award come miglior singolo britannico.
Oltre ad altri importanti premi, il 24 febbraio successivo grazie a Skyfall Adele vince, alla sua prima nomination, l'Oscar alla migliore canzone (il primo assoluto in questa categoria nella storia dei film di 007). Intanto, il 10 febbraio dello stesso anno, la cantante trionfa nuovamente ai Grammy Awards 2013 nella categoria miglior performance pop solista per la versione live del singolo estratto dall'album 21, ovvero Set Fire to the Rain. Il 19 maggio viene poi di nuovo premiata ai Billboard Music Awards nella categoria di miglior album, sempre grazie a 21. Il 14 giugno seguente, la regina Elisabetta II del Regno Unito le assegna l'onorificenza di Membro dell'Ordine dell'Impero Britannico. Nel 2014 Adele vince il suo decimo Grammy grazie a Skyfall, candidata come miglior canzone scritta per un media visivo.

### 25(2015-2017)

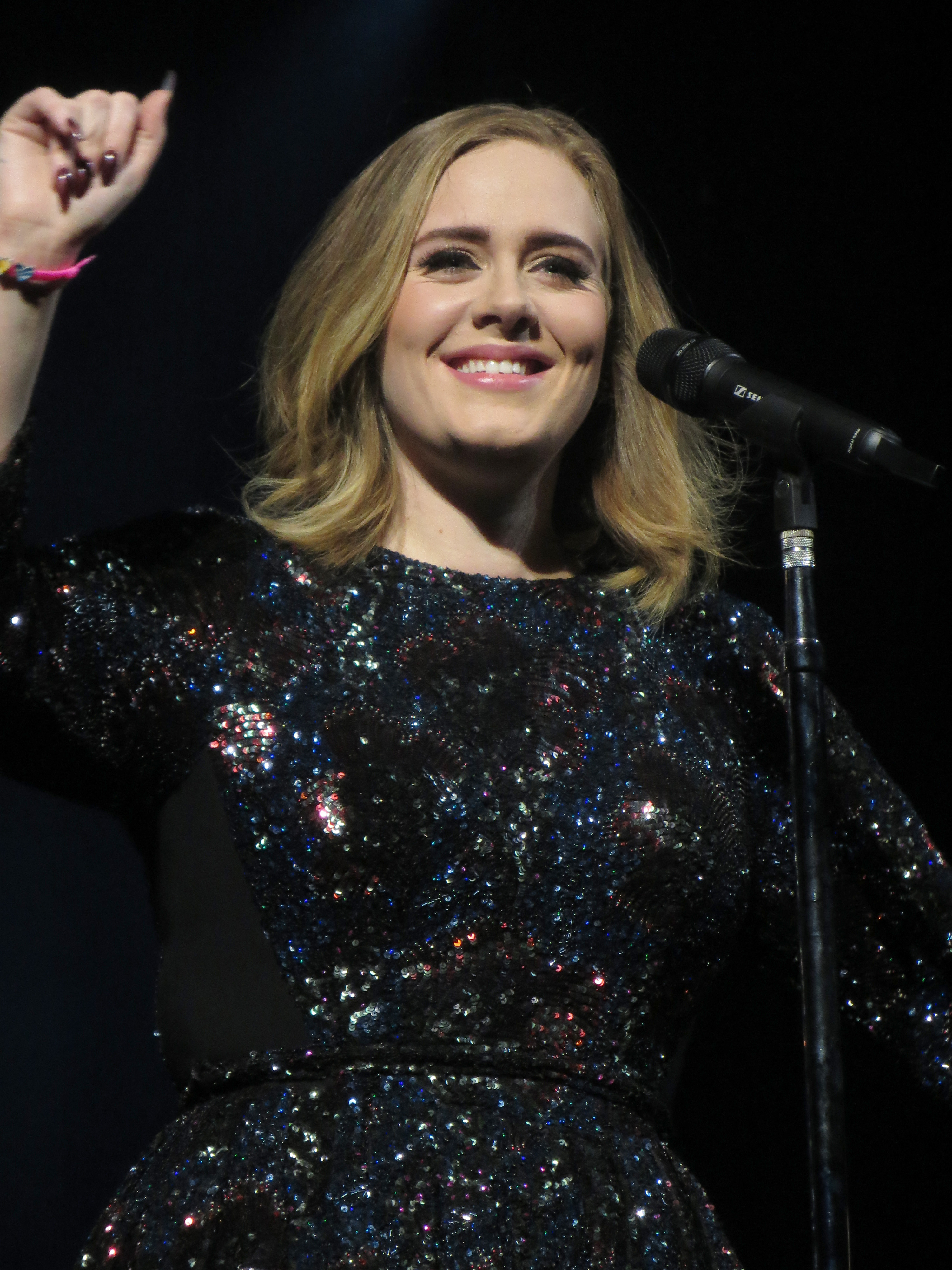
Adele a Glasgow durante l'Adele Live 2016

Dopo quattro anni di pausa, il 23 ottobre 2015 Adele ha pubblicato il singolo Hello, volto ad anticipare l'uscita del suo terzo album di inediti, intitolato 25 e pubblicato il 20 novembre. Il singolo, accompagnato dal relativo video girato a Montréal, è arrivato primo nelle classifiche musicali di 35 paesi del mondo, tra cui anche la Billboard Hot 100, classifica nella quale è rimasto in prima posizione per dieci settimane consecutive, divenendo il primo brano ad aver superato la soglia del milione di download in una singola settimana negli Stati Uniti d'America. A dicembre 2015, Hello è risultato essere uno dei singoli più venduti dell'anno, con oltre 10.5 milioni di copie, di cui sei solamente negli Stati Uniti d'America, paese nel quale è stato certificato sei volte disco di platino dalla RIAA. Il 19 gennaio 2016, dopo 88 giorni, il video ha raggiunto il miliardo di visualizzazioni, divenendo il video più veloce a raggiungere tale traguardo, battendo il precedente record detenuto da Gangnam Style di Psy.
Il 27 novembre 2015 25 ha debuttato alla prima posizione della Official Albums Chart del Regno Unito, con una vendita di 800 307 copie distribuite nel corso della prima settimana, mentre negli Stati Uniti d'America, dopo essersi posizionato direttamente in cima alla Billboard 200, l'album ha venduto oltre tre milioni di copie sul suolo statunitense nell'arco di una sola settimana, rendendo Adele la prima artista a segnare questo primato di vendite. Il successo di 25 si è susseguito in tutto il mondo: l'album ha raggiunto in poco tempo la vetta delle classifiche di più di 30 Paesi, vendendo in poco meno di una settimana oltre 6 milioni di copie globalmente. Il disco si è confermato il più venduto dell'anno, con oltre 20 milioni di copie in tutto il mondo, riconfermando ancora una volta Adele come uno degli artisti di maggior impatto del XXI secolo; in particolare, l'album è rimasto al vertice della classifica statunitense per 10 settimane non consecutive, venendo certificato dieci volte disco di platino dalla RIAA per le oltre 10 milioni di copie vendute, mentre su quella britannica ha mantenuto la vetta per 11 settimane non consecutive, ottenendo dieci dischi di platino per aver venduto oltre 3 000 000 copie.

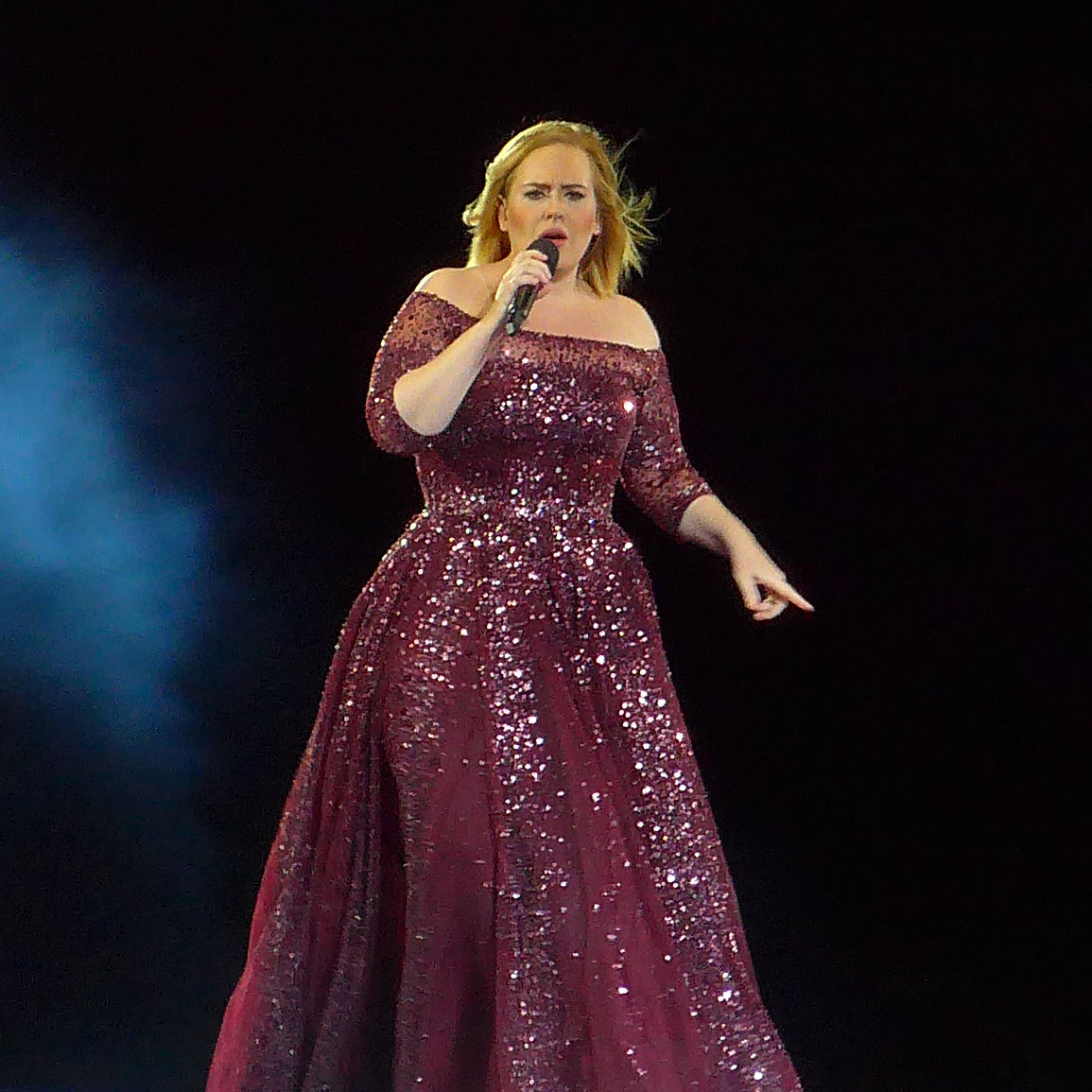
Adele ad Adelaide durante l'Adele Live 2017

Il 22 gennaio 2016 è stato pubblicato il secondo singolo estratto da 25, When We Were Young. Il 24 febbraio seguente, in occasione della 36ª edizione dei BRIT Awards, dedicata a David Bowie e tenutasi presso la O2 Arena di Londra, la cantante ha vinto quattro premi: artista solista femminile britannica, singolo britannico dell'anno con Hello, album britannico dell'anno con 25 e il premio speciale BRITs Global Success per l'impatto a livello internazionale. Cinque giorni dopo ha preso il via da Belfast l'Adele Live 2016 che, articolato in 59 città sparse in tutta Europa e Nord America nel corso del 2016, è stato successivamente esteso anche al continente oceanico nella primavera 2017 e si è concluso con un doppio concerto al Wembley Stadium di Londra in giugno. Il 13 maggio Adele ha pubblicato come terzo singolo estratto da 25 la seconda traccia Send My Love (to Your New Lover), seguito dal relativo video musicale il 22 dello stesso mese e presentato ai Billboard Music Awards. Il 4 novembre 2016 viene estratto come quarto singolo da 25 il brano Water Under the Bridge.
Il 12 febbraio 2017, in occasione della 59ª cerimonia di premiazione dei Grammy Awards, Adele è vincitrice di tutte e cinque le categorie per le quali era stata nominata: canzone dell'anno, registrazione dell'anno e miglior interpretazione pop solista per Hello, album dell'anno e miglior album pop vocale per 25. La cantante ha aperto la manifestazione eseguendo Hello e una reinterpretazione di Fastlove, brano di George Michael, come omaggio alla scomparsa di quest'ultimo. Adele, visibilmente emozionata, ha interrotto la performance per ricominciare daccapo poiché sosteneva di non aver gradito il modo in cui la sua stessa performance era iniziata, dichiarando: «No, mi dispiace ma non posso sbagliare questa canzone. Per lui no, era uno dei miei preferiti, si merita un tributo onorevole». Secondo quanto riportato dalla rivista statunitense Billboard, la scelta del brano è stata molto saggia in quanto, nonostante non si tratti di uno dei più rappresentativi della carriera di George Michael, esso «è un gran brano» e «ha uno dei testi migliori del cantante».

### 30e i residency show (2021-2024)

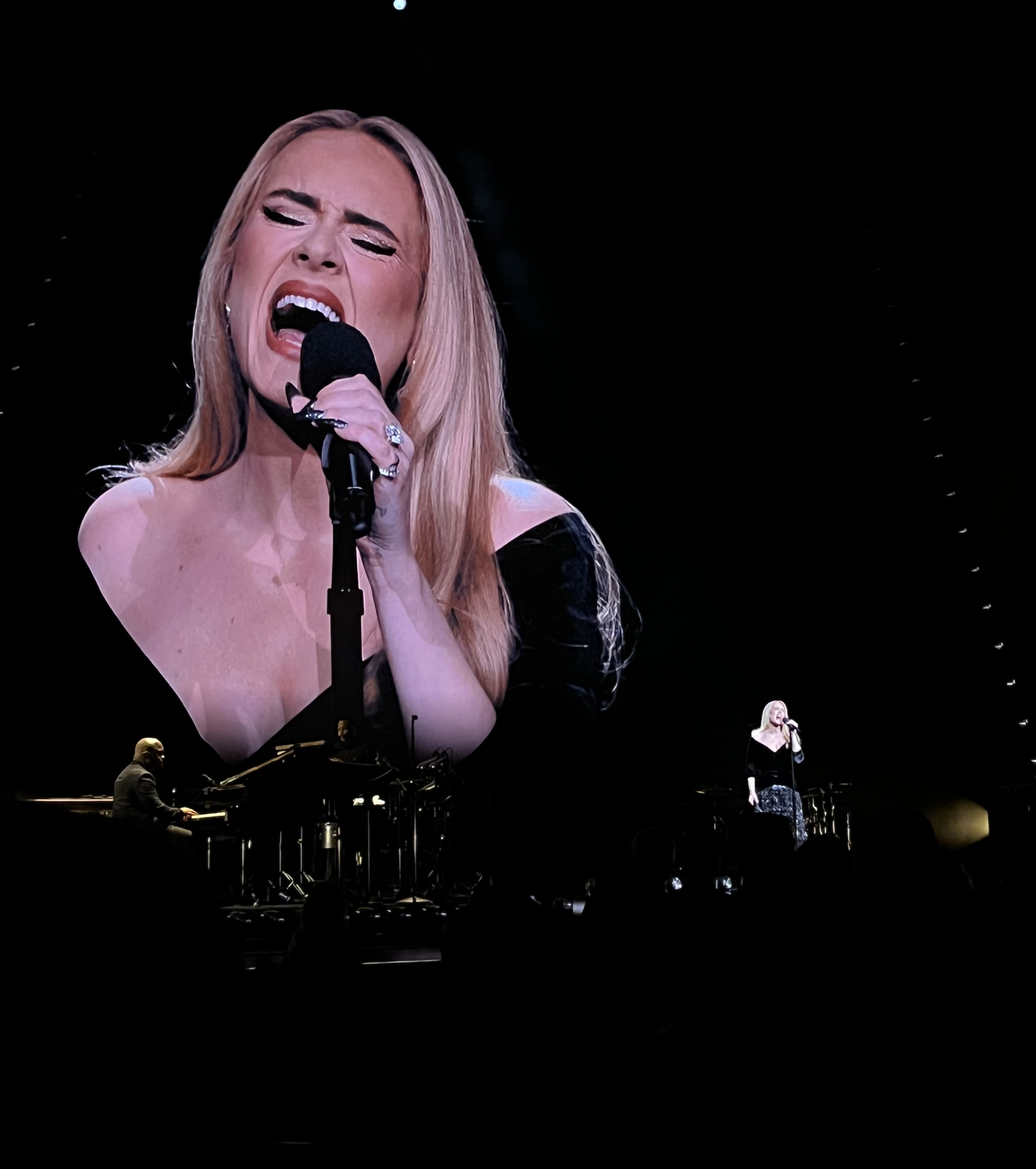
Adele durante il suo residency show a Las Vegas nel 2023

Il 1º ottobre 2021, con un'operazione di guerriglia marketing su scala mondiale, in diverse città del pianeta sono apparse proiezioni su cartelloni pubblicitari raffiguranti il numero 30, alimentando voci su un imminente ritorno di Adele sulle scene musicali con un nuovo album; poco tempo dopo l'artista ha confermato la notizia attraverso i propri canali social. Il 15 dello stesso mese Adele ha pubblicato il singolo Easy on Me. Il singolo ha ottenuto successo a livello internazionale, stabilendo all'epoca il record di brano con più riproduzioni in una sola giornata sulla piattaforma Spotify (24 milioni) e raggiungendo la prima posizione in varie nazioni. Il brano ha preceduto la pubblicazione del quarto album di inediti 30, avvenuta il successivo 19 novembre. Secondo una strategia promozionale similare a quella del predecessore 25, due speciali televisivi da parte della cantante sono stati trasmessi a distanza di una settimana l'uno dall'altro, destinati rispettivamente per il mercato statunitense e britannico: Adele One Night Only, in cui la performance di Adele all'osservatorio Griffith viene accostata ad un'intervista condotta da Oprah Winfrey, e An Audience with Adele, in cui la cantante si è esibita presso il London Palladium rispondendo parallelamente a domande poste da diverse celebrità.
Come i suoi tre predecessori, 30 è stato accolto sia positivamente dalla critica che dal pubblico, stabilendo sia all'epoca il record di album con più pre-ordini richiesti in un singolo giorno su Apple Music, precedentemente detenuto da Happier than Ever di Billie Eilish, che risultando il disco con la maggior quantità di unità accumulate, quello più venduto in termini di vendite pure e quello più popolare in vinile dell'intero 2021, sebbene sia stato pubblicato nel mese di novembre. Nel 2023, nell'ambito della 65ª edizione dei Grammy Awards tenutasi il 5 febbraio allo Staples Center di Los Angeles, Adele è stata candidata in cinque categorie, incluse quelle principali di album dell'anno per 30 e canzone e registrazione dell'anno per Easy on Me, brano con cui si è aggiudicata per la quinta volta in carriera la statuetta per miglior interpretazione pop solista.

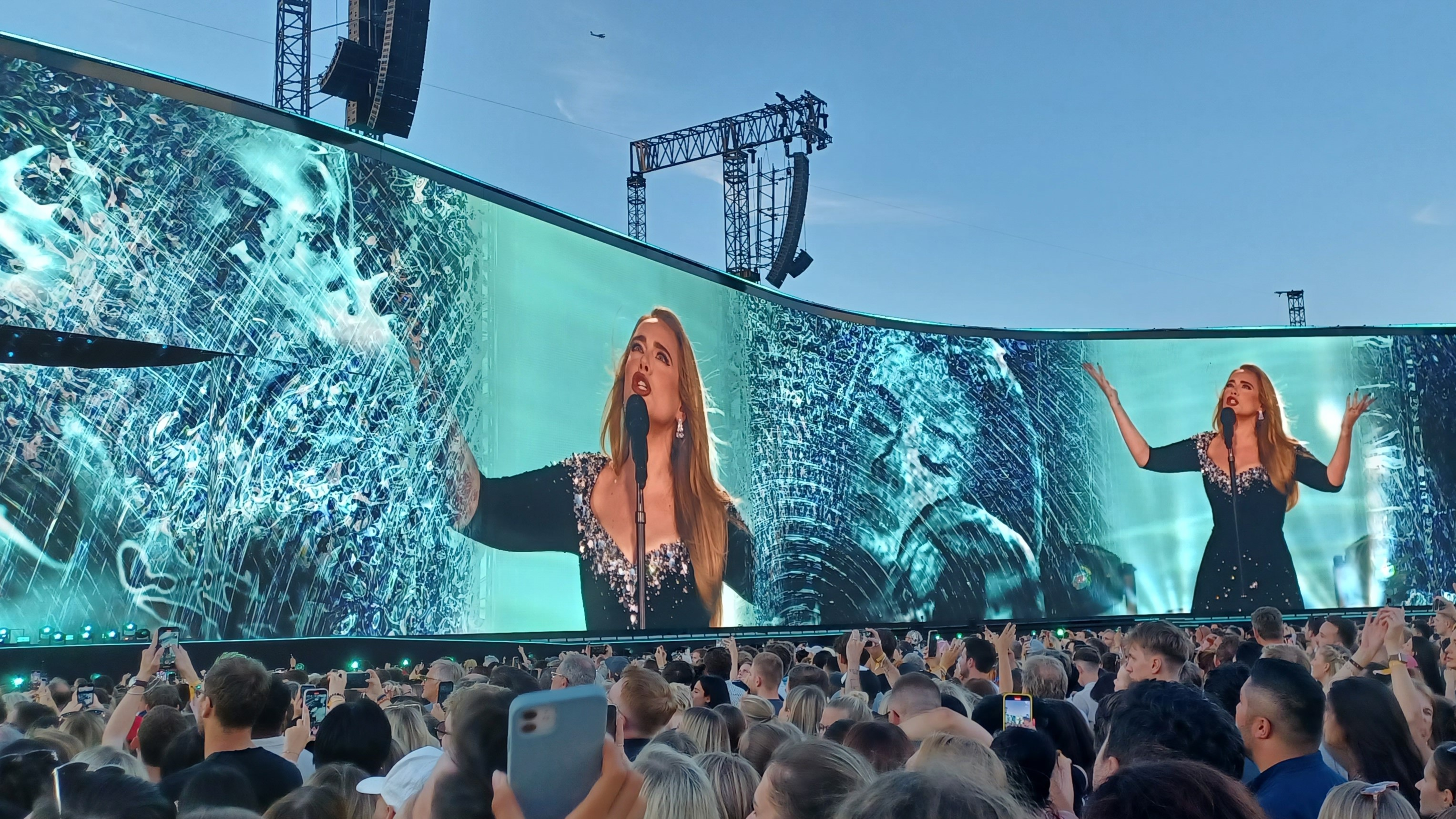
Adele in concerto a Monaco di Baviera nel 2024

Come secondo singolo è stato estratto Oh My God, mandato in rotazione radiofonica a fine novembre negli Stati Uniti d'America e nel gennaio 2022 in Italia. A distanza di un anno dalla sua uscita radiofonica nordamericana, nel novembre 2022 viene estratto come terzo e ultimo singolo ufficiale I Drink Wine per il mercato radiofonico italiano.
Dopo averne posticipato l'inizio a causa della pandemia di COVID-19, dal novembre 2022 Adele è impegnata con il primo residency show della sua carriera, Weekends with Adele, presso il Colosseum del Caesars Palace di Las Vegas: questa serie di spettacoli, inizialmente prevista fino alla primavera 2023, ma che a seguito dei positivi riscontri si è protratta fino al 2024. Tra ottobre e novembre si terranno i dieci spettacoli conclusivi della residency di Las Vegas, originariamente previsti per il mese di marzo ma posticipati a causa di un problema di salute della cantante. Nell'agosto 2024 la cantante è stata impegnata con una serie di dieci concerti presso un'arena all'aperto della capacità di 80 000 posti allestita appositamente per l'evento, sita presso il Munich Messe di Monaco di Baviera: gli eventi sono stati pubblicizzati appunto con il nome di Adele in Munich, mentre l'impianto come Adele Arena, venendo smantellata subito dopo la fine del residency. Durante il concerto conclusivo della residency tedesca il 31 agosto, Adele conferma agli spettatori presenti che al termine della residency di Las Vegas a novembre si sarebbe presa una pausa a tempo indeterminato dalle scene musicali.

## Discografia
- 2008 – 19
- 2011 – 21
- 2015 – 25
- 2021 – 30

## Tournée
- 2008 – An Evening with Adele
- 2011 – Adele Live
- 2016/17 – Adele Live 2016/17

Residency show
- 2022/24 – Weekends with Adele
- 2024 – Adele in Munich

## Riconoscimenti
- Premio Oscar
  - 2013 – Oscar alla migliore canzone per Skyfall[11]
- Golden Globe
  - 2013 – Miglior canzone originale per Skyfall[54]
- American Music Award
  - 2011 – Miglior artista Adult Contemporary[97]
  - 2011 – Miglior artista femminile Pop/Rock
  - 2011 – Miglior album Pop/Rock per 21
  - 2012 – Miglior artista Adult Contemporary[98]
- BBC Music Awards
  - 2015 – British Artist of the Year[99]
  - 2015 – BBC Live Performance of the Year per Adele at the BBC[99]
- Billboard Music Awards
  - 2012 – Top Artist[100]
  - 2012 – Top Album per 21
  - 2012 – Top Female Artist
  - 2012 – Top Hot 100 Artist
  - 2012 – Top Billboard 200 Artist
  - 2012 – Top Digital Songs Artist
  - 2012 – Top Radio Songs Artist
  - 2012 – Top Digital Media Artist
  - 2012 – Top Pop Artist
  - 2012 – Top Pop Album per 21
  - 2012 – Top Streaming Song per Rolling in the Deep
  - 2012 – Top Alternative Song per Rolling in the Deep
  - 2013 – Top Pop Album
  - 2016 – Top Artist
  - 2016 – Top Female Artist
  - 2016 – Top Billboard 200 Artist
  - 2016 – Top Billboard 200 Album
  - 2016 – Top Selling Song
- BRIT Award
  - 2008 – Premio della critica[101]
  - 2009 – Candidatura al miglior nuovo artista
  - 2009 – Candidatura alla miglior artista solista femminile britannica
  - 2009 – Candidatura alla canzone dell'anno per Chasing Pavements
  - 2012 – Album dell'anno per 21[102]
  - 2012 – Miglior artista solista femminile britannica[103]
  - 2012 – Candidatura alla canzone dell'anno per Someone like You
  - 2013 – Canzone dell'anno per Skyfall
  - 2016 – Global Success Award[104]
  - 2016 – Album dell'anno per 25
  - 2016 – Canzone dell'anno per Hello
  - 2016 – Miglior artista solista femminile britannica
  - 2016 – Candidatura al video dell'anno per Hello
  - 2017 – Global Success Award
  - 2017 – Candidatura al video dell'anno per Send My Love (To Your New Lover)
  - 2022 – Artista britannica dell'anno[105]
  - 2022 – Canzone britannica per Easy on Me
  - 2022 – Album britannico dell'anno per 30
  - 2022 – Candidatura al miglior artista pop/R&B
- Critics' Choice Awards
  - 2013 – Miglior canzone per Skyfall[106]
- Echo
  - 2012 – Album dell'anno per 21[107]
  - 2012 – Artista donna rock-pop internazionale[107]
  - 2016 – Artista donna rock-pop internazionale
- Primetime Emmy Awards
  - 2022 – Miglior speciale varietà, musicale o comico per Adele One Night Only
- European Border Breakers Awards
  - 2009 – Premio ricevuto per il successo europeo dell'album 19[108]
- Grammy Award
  - 2009 – Miglior artista esordiente[109]
  - 2009 – Miglior interpretazione vocale femminile pop per Chasing Pavements
  - 2009 – Candidatura alla registrazione dell'anno per Chasing Pavements
  - 2009 – Candidatura alla canzone dell'anno per Chasing Pavements
  - 2010 – Candidatura alla miglior interpretazione vocale femminile pop per Hometown Glory
  - 2012 – Album dell'anno per 21[110][111]
  - 2012 – Registrazione dell'anno per Rolling in the Deep
  - 2012 – Canzone dell'anno per Rolling in the Deep
  - 2012 – Miglior album pop vocale per 21
  - 2012 – Miglior videoclip per Rolling in the Deep
  - 2012 – Miglior interpretazione pop solista per Someone like You
  - 2013 – Miglior interpretazione pop solista per Set Fire to the Rain (dal vivo)[112]
  - 2014 – Miglior canzone scritta per un film, televisione o altri media audio-visivi per Skyfall[113]
  - 2017 – Album dell'anno per 25[114]
  - 2017 – Registrazione dell'anno per Hello
  - 2017 – Canzone dell'anno per Hello
  - 2017 – Miglior interpretazione pop solista per Hello
  - 2017 – Miglior album pop vocale per 25
  - 2023 – Miglior interpretazione pop solista per Easy on Me[115]
  - 2023 – Candidatura alla registrazione dell'anno per Easy on Me
  - 2023 – Candidatura alla canzone dell'anno per Easy on Me
  - 2023 – Candidatura all'album dell'anno per 30
  - 2023 – Candidatura al miglior album pop vocale per 30
  - 2023 – Candidatura al miglior videoclip per Easy on Me
  - 2023 – Candidatura al miglior film musicale per Adele One Night Only
- Ivor Novello Awards
  - 2012 – Autrice dell'anno[116]
  - 2012 – Canzone più eseguita dell'anno per Rolling in the Deep[117]
  - 2016 – Autrice dell'anno
- Juno Award
  - 2012 – Miglior album internazionale per 21[118]
  - 2016 – Miglior album internazionale per 25
  - 2016 – Miglior video dell'anno per Hello
- MOBO Awards
  - 2011 – Best R&B/Soul Act[119]
- MTV Europe Music Awards
  - 2011 – Best UK and Ireland Act[120]
- MTV Video Music Awards
  - 2011 – Best Editing per Rolling in the Deep[121]
  - 2011 – Best Cinematography per Rolling in the Deep[121]
  - 2011 – Best Art Direction per Rolling in the Deep[121]
  - 2011 – Best Direction per Rolling in the Deep[121]
- NRJ Music Award
  - 2012 – Canzone internazionale dell'anno per Someone Like You[122]
  - 2012 – Rivelazione internazionale dell'anno[122]
  - 2015 – NRJ Artist of Honor
- Q Awards
  - 2011 – Miglior artista femminile[123]
  - 2011 – Miglior canzone per Rolling in the Deep[123]
- Swiss Music Awards
  - 2012 – Miglior album pop rock internazionale per 21[124]
  - 2012 – Miglior singolo internazionale per Rolling in the Deep[124]
- UK Music Video Awards
  - 2011 – Best Pop Video per Rolling in the Deep[125]
  - 2011 – Best Cinematography in a Video per Rolling in the Deep[125]